# Мартин, Найджел
Э́нтони На́йджел Ма́ртин (англ. Antony Nigel Martyn; 11 августа 1966, Сент-Остелл, Корнуолл, Англия) — английский футболист, тренер. Выступал на позиции вратаря. Сыграл более 800 официальных матчей различного уровня.
Мартин начал свою профессиональную карьеру в 1987 году в клубе «Бристоль Роверс». Через два года молодого голкипера купил «Кристал Пэлас», заплатив за него рекордную для того времени и такого амплуа сумму — один миллионов фунтов стерлингов. В составе «орлов» Найджел стал обладателем Кубка полноправных членов (англ. Full Members Cup). Впоследствии шесть сезонов выступал за «Лидс Юнайтед», затем ещё три — за «Эвертон».
Сыграл 23 матча, защищая цвета национальной сборной Англии. Участник чемпионата Европы 2000 года.
В 2006 году Мартин был вынужден закончить свою карьеру футболиста из-за хронической травмы голеностопа.
В настоящее время Найджел является тренером вратарей в клубе «Брэдфорд Сити».

## Карьера игрока

### Клубная карьера

#### Ранние годы
Найджел родился 11 августа 1966 года в английском городе Сент-Остелл.
В детстве помимо футбола Мартин увлекался крикетом. Играл за сборную школ Корнуолла.
На заре своего становления футболистом Найджел любил играть на позиции полузащитника. В 16-летнем возрасте Мартина пригласили поиграть за заводскую команду, где работал его старший брат. В одной из игр Найджел встал в ворота из-за травмы основного вратаря. Он блестяще провёл матч. С тех пор Мартин стал вратарём.
В юношеском возрасте Найджел работал на фабрике по производству пластмасс, затем в небольшой фирме, занимавшейся продажей угля. В это время он играл за такие команды, как «Хэви Трэнспорт» (англ. Heavy Transport F.C.), «Багл» (англ. Bugle) и «Сент Блэйзи» (англ. St Blazey A.F.C.).
В 1987 году игру Мартина случайно увидел один из тренеров клуба «Бристоль Роверс», который, оставшись под впечатлением от действий вратаря, пригласил Найджела на просмотр. Смотрины оказались успешными, и голкипер подписал с «пиратами» свой первый профессиональный контракт.

#### «Кристал Пэлас»
Отыграв в составе «Бристоля» чуть больше двух лет, Мартин был куплен клубом «Кристал Пэлас» за 1 миллион фунтов стерлингов. Это означало, что Найджел стал первым вратарём в истории английского футбола, за переход которого была заплачена миллионная сумма. Именно во время своего пребывания в «Пэлас» Мартин впервые получил вызов в первую сборную своей страны и в 1992 году дебютировал в её составе.
В 1990 году «Пэлас» вышел в финал Кубка Англии, где его соперником стал «Манчестер Юнайтед». Первая игра, состоявшаяся 12 мая на стадионе «Уэмбли», закончилась результативной ничьей 3:3. Через пять дней переигровка принесла победу «красным дьяволам» с минимальным счётом 1:0. В обоих поединках в воротах «орлов» играл Найджел. В следующем году Мартин с «Кристал Пэлас» стал обладателем Кубка полноправных членов (англ. Full Members Cup), переиграв со счётом 4:1 ливерпульский «Эвертон».
Цвета «орлов» вратарь защищал семь сезонов, сыграв за клуб 351 матч.
В 2005 году болельщики «Пэлас» провели голосование по определению символической сборной клуба за всю его историю. По результатам опроса Мартин уверенно победил во вратарской номинации.

#### «Лидс Юнайтед»
Летом 1996 года Найджел был куплен йоркширским клубом «Лидс Юнайтед». Сумма, заплаченная «павлинами» за голкипера составила 2,25 миллиона фунтов, что стало новым рекордом по величине отступных, заплаченных за переход футболиста амплуа Мартина.
Сразу же став основным вратарём «Юнайтед», Найджел удостаивался самых лестных отзывов о своей игре за «павлинов». В сезоне 1999/00 во многом благодаря блестящим действиям Мартина в гостевом матче 1/8 финала, где «Лидс» в рамках Кубка УЕФА встречался с итальянской «Ромой», ворота йорширцев остались неприкосновенными — победив в ответном матче со счётом 1:0, «Юнайтед» прошли дальше и в итоге стали полуфиналистами турнира.
В следующем сезоне «павлины» вновь достигли стадии 1/2 финала, но уже в Лиге чемпионов. По дороге в полуфинал «Лидс» одолел такие клубы, как «Барселона», «Лацио» и «Депортиво Ла-Корунья». И вновь заслуга вратаря йоркширцев в этом была неоценима.
В сезоне 2002/03 Найджел потерял место основного вратаря «павлинов». Произошло это вследствие разногласий Мартина с новым главным тренером «Лидса» Терри Венейблсом и блестящей формой молодого Пола Робинсона. Всё это привело к тому, что Найджел заявил о своём желании покинуть йоркширский клуб.
Всего на «Элланд Роуд» Мартин отыграл шесть сезонов. При выборе лучшего вратаря «Лидса» за всю историю клуба в апреле 2006 года болельщики вновь не обошли его стороной, проголосовав именно за Найджела. Мартин обошёл в этом опросе легендарных голкиперов «Юнайтед», Гари Спрейка и Джона Лукича, выигрывавших в составе «павлинов» золотые медали чемпионов Англии.
Отношения Найджела с болельщиками и руководством «Лидса» до сих пор остаются очень тёплыми. В 2010 году Мартин представлял йоркширский город в презентации Англии в качестве возможной принимающей страны чемпионата мира 2018 года.

#### «Эвертон»
Летом 2003 года руководство «Лидса» удовлетворило просьбу вратаря и начало искать ему нового работодателя. Вскоре в йоркширский клуб обратились «Челси» и «Эвертон» с заявками на покупку Мартина. Однако в этих предложений сразу же оговаривалось, что место первого вратаря команды Найджелу никто не гарантирует, и он должен сам доказать свою состоятельность в борьбе с Карло Кудичини и Ричардом Райтом, соответственно. В итоге Мартин принял решение переехать в ливерпульскую команду.
Практически сразу после прихода Найджела в «Эвертон» Ричард Райт получил тяжелую травму — новобранец «ирисок» стал основным вратарём клуба и блестяще провёл сезон 2003/04. Особенно хорошо Мартину удалась игра «мерсисайдского дерби», в которой 31 января 2004 года его команда встречалась с «Ливерпулем». Несмотря на непрекращающийся штурм «красных» ворот Найджела, он смог отстоять пост номер один, отразив опаснейшие удары Стивена Джеррарда, Джейми Каррагера и Дитмара Хаманна.
Сезон 2004/05 Мартин провёл также уверенно, а его команда по итогам чемпионата Англии заняла четвёртое место. В следующем сезоне в составе «ирисок» Найджела замучали травмы, из-за которых он пропустил финальные игры футбольного года 2005/06.
Последняя игра Мартина за «Эвертон» стала для него сотой в ливерпульском клубе — 28 января 2006 года мерсисайдцы играли с «Челси» в четвёртом раунде Кубка страны. Встреча закончилась со счётом 1:1, а сам Найджел уверенно провёл этот поединок, несколько раз спасая свою команду от гола.
8 июля этого же года Мартин объявил о завершении своей карьеры футболиста из-за мучившей его хронической травмы голеностопа.
Наставник «Эвертона» Дэвид Мойес сказал по этому поводу:
Очень жаль, что Найджел ушёл из футбола. Он настоящий профессионал и, несмотря на свой возраст, всегда вселял в команду уверенность своей блестящей игрой в воротах.

#### Клубная статистика
| Клуб                       | Сезон                      | Чемпионат | Чемпионат | Кубок | Кубок | Кубок Лиги | Кубок Лиги | Full Members Cup | Full Members Cup | Трофей Футбольной Лиги | Трофей Футбольной Лиги | Плей-офф Лиги | Плей-офф Лиги | Еврокубки | Еврокубки | Итого | Итого |
| Клуб                       | Сезон                      | Игры      | Голы      | Игры  | Голы  | Игры       | Голы       | Игры             | Голы             | Игры                   | Голы                   | Игры          | Голы          | Игры      | Голы      | Игры  | Голы  |
| -------------------------- | -------------------------- | --------- | --------- | ----- | ----- | ---------- | ---------- | ---------------- | ---------------- | ---------------------- | ---------------------- | ------------- | ------------- | --------- | --------- | ----- | ----- |
| Бристоль Роверс            | 1987/88                    | —         | —         | —     | —     | —          | —          | —                | —                | —                      | —                      | —             | —             | —         | —         | —     | —     |
| Бристоль Роверс            | 1988/89                    | —         | —         | —     | —     | —          | —          | —                | —                | —                      | —                      | —             | —             | —         | —         | —     | —     |
| Всего за «Бристоль Роверс» | Всего за «Бристоль Роверс» | 101       | −?        | 6     | −?    | 6          | −?         | 0                | 0                | 11                     | −?                     | 0             | 0             | 0         | 0         | 124   | −?    |
| Кристал Пэлас              | 1989/90                    | —         | —         | —     | —     | —          | —          | —                | —                | —                      | —                      | —             | —             | —         | —         | —     | —     |
| Кристал Пэлас              | 1990/91                    | —         | —         | —     | —     | —          | —          | —                | —                | —                      | —                      | —             | —             | —         | —         | —     | —     |
| Кристал Пэлас              | 1991/92                    | —         | —         | —     | —     | —          | —          | 1                | −1               | —                      | —                      | —             | —             | —         | —         | —     | —     |
| Кристал Пэлас              | 1992/93                    | 42        | −61       | —     | —     | —          | —          | —                | —                | —                      | —                      | —             | —             | —         | —         | —     | —     |
| Кристал Пэлас              | 1993/94                    | —         | —         | —     | —     | —          | —          | —                | —                | —                      | —                      | —             | —             | —         | —         | —     | —     |
| Кристал Пэлас              | 1994/95                    | —         | —         | —     | —     | —          | —          | —                | —                | —                      | —                      | —             | —             | —         | —         | —     | —     |
| Кристал Пэлас              | 1995/96                    | —         | —         | —     | —     | —          | —          | —                | —                | —                      | —                      | 1             | −2            | —         | —         | —     | —     |
| Всего за «Кристал Пэлас»   | Всего за «Кристал Пэлас»   | 272       | −?        | 22    | −?    | 36         | −?         | 1                | −1               | 19                     | −?                     | 1             | −1            | 0         | 0         | 351   | −?    |
| Лидс Юнайтед               | 1996/97                    | 37        | −40       | 4     | −5    | 3          | −4         | —                | —                | —                      | —                      | —             | —             | —         | —         | 44    | −49   |
| Лидс Юнайтед               | 1997/98                    | 37        | −45       | 4     | −3    | 4          | −7         | —                | —                | —                      | —                      | —             | —             | —         | —         | 45    | −55   |
| Лидс Юнайтед               | 1998/99                    | 34        | −30       | 5     | −5    | 1          | −2         | —                | —                | —                      | —                      | —             | —             | 4         | −2        | 44    | −39   |
| Лидс Юнайтед               | 1999/00                    | 38        | −43       | 3     | −5    | 2          | 0          | —                | —                | —                      | —                      | —             | —             | 12        | −10       | 55    | −58   |
| Лидс Юнайтед               | 2000/01                    | 23        | −20       | 1     | −2    | —          | —          | —                | —                | —                      | —                      | —             | —             | 12        | −15       | 36    | −37   |
| Лидс Юнайтед               | 2001/02                    | 38        | −39       | 1     | −2    | 2          | −2         | —                | —                | —                      | —                      | —             | —             | 8         | −10       | 49    | −53   |
| Всего за «Лидс Юнайтед»    | Всего за «Лидс Юнайтед»    | 207       | −217      | 18    | −22   | 12         | −15        | 0                | 0                | 0                      | 0                      | 0             | 0             | 36        | −37       | 273   | −291  |
| Эвертон                    | 2003/04                    | 34        | −63       | 3     | −4    | 3          | 0          | —                | —                | —                      | —                      | —             | —             | —         | —         | 40    | −67   |
| Эвертон                    | 2004/05                    | 32        | −28       | 1     | −2    | —          | —          | —                | —                | —                      | —                      | —             | —             | —         | —         | 33    | −30   |
| Эвертон                    | 2005/06                    | 20        | −23       | 2     | −1    | 1          | −1         | —                | —                | —                      | —                      | —             | —             | 4         | −9        | 27    | −34   |
| Всего за «Эвертон»         | Всего за «Эвертон»         | 86        | −114      | 6     | −7    | 4          | −1         | 0                | 0                | 0                      | 0                      | 0             | 0             | 4         | −9        | 100   | −131  |
| Всего за карьеру           | Всего за карьеру           | 666       | −?        | 52    | −?    | 58         | −?         | 1                | −1               | 30                     | −?                     | 1             | −2            | 40        | −46       | 848   | −?    |

### Сборная Англии
Дебют Мартина в команде «трёх львов» состоялся 29 апреля 1992 года, когда англичане в Москве на Центральном стадионе имени Ленина встречались со сборной СНГ.
Всего за национальную команду сыграл 23 игры. Бо́льшую часть своего пребывания в сборной был дублёром Дэвида Симэна. Несмотря на то, что Найджел был в составе национальной команды на четырёх крупных международных форумах, он сыграл в их рамках всего лишь один матч — на чемпионате Европы 2000 года он защищал ворота «трёх львов» в поединке с Румынией.

#### Матчи за сборную Англии
| №  | Дата            | Место                                              | Оппонент    | Счёт | Голы | Соревнование                                                      |
| 1  | 29 апреля 1992  | Центральный стадион имени Ленина, Москва, Россия   | СНГ         | 2:2  | —    | Товарищеский матч                                                 |
| 2  | 12 мая 1992     | «Ференц Пушкаш», Будапешт, Венгрия                 | Венгрия     | 1:0  | —    | Товарищеский матч                                                 |
| 3  | 19 июня 1993    | «Понтиак Сильвердом», Понтиак, США                 | Германия    | 1:2  | -2   | Кубок Соединенных Штатов                                          |
| 4  | 24 мая 1997     | «Олд Траффорд», Манчестер, Англия                  | ЮАР         | 2:1  | -1   | Товарищеский матч                                                 |
| 5  | 15 ноября 1997  | «Уэмбли», Лондон, Англия                           | Камерун     | 2:0  | —    | Товарищеский матч                                                 |
| 6  | 11 февраля 1998 | «Уэмбли», Лондон, Англия                           | Чили        | 0:2  | -2   | Товарищеский матч                                                 |
| 7  | 29 мая 1998     | «Мухаммед V», Касабланка, Марокко                  | Бельгия     | 0:0  | —    | Товарищеский матч                                                 |
| 8  | 18 ноября 1998  | «Уэмбли», Лондон, Англия                           | Чехия       | 2:0  | —    | Товарищеский матч                                                 |
| 9  | 10 февраля 1999 | «Уэмбли», Лондон, Англия                           | Франция     | 0:2  | -2   | Товарищеский матч                                                 |
| 10 | 4 сентября 1999 | «Уэмбли», Лондон, Англия                           | Люксембург  | 6:0  | —    | Отборочный матч чемпионата Европы по футболу 2000                 |
| 11 | 8 сентября 1999 | «Стадион Войска Польского», Варшава, Польша        | Польша      | 0:0  | —    | Отборочный матч чемпионата Европы по футболу 2000                 |
| 12 | 10 октября 1999 | «Стэдиум оф Лайт», Сандерленд, Англия              | Бельгия     | 2:1  | —    | Товарищеский матч                                                 |
| 13 | 31 мая 2000     | «Уэмбли», Лондон, Англия                           | Украина     | 2:0  | —    | Товарищеский матч                                                 |
| 14 | 20 июня 2000    | «Стад дю Пэи де Шарлеруа», Шарлеруа, Бельгия       | Румыния     | 2:3  | -3   | Чемпионат Европы по футболу 2000 (финальные игры, групповой этап) |
| 15 | 28 февраля 2001 | «Вилла Парк», Бирмингем, Англия                    | Испания     | 3:0  | —    | Товарищеский матч                                                 |
| 16 | 25 мая 2001     | «Прайд Парк», Дерби, Англия                        | Мексика     | 4:0  | —    | Товарищеский матч                                                 |
| 17 | 15 августа 2001 | «Уайт Харт Лейн», Лондон, Англия                   | Нидерланды  | 0:2  | -2   | Товарищеский матч                                                 |
| 18 | 6 октября 2001  | «Олд Траффорд», Манчестер, Англия                  | Греция      | 2:2  | -2   | Отборочный матч чемпионата мира по футболу 2002                   |
| 19 | 10 ноября 2001  | «Олд Траффорд», Манчестер, Англия                  | Швеция      | 1:1  | -1   | Товарищеский матч                                                 |
| 20 | 13 февраля 2002 | «Амстердам АренА», Амстердам, Нидерланды           | Нидерланды  | 1:1  | -1   | Товарищеский матч                                                 |
| 21 | 27 марта 2002   | «Элланд Роуд», Лидс, Англия                        | Италия      | 1:2  | —    | Товарищеский матч                                                 |
| 22 | 21 мая 2002     | «Сёгвипо Уорлд Кап Стэдиум», Согвипхо, Южная Корея | Южная Корея | 1:1  | —    | Товарищеский матч                                                 |
| 23 | 26 мая 2002     | «Кобе Универсиад Мемориал Стэдиум», Кобе, Япония   | Камерун     | 2:2  | -1   | Товарищеский матч                                                 |

Итого: 23 матчей / 17 пропущенных голов; 9 побед, 8 ничьих, 6 поражений.

#### Сводная статистика игр/пропущенных голов за сборную
| Сборная          | Год              | Отборочные матчи ЧМ | Отборочные матчи ЧМ | Финальные матчи ЧМ | Финальные матчи ЧМ | Отборочные матчи ЧЕ | Отборочные матчи ЧЕ | Финальные матчи ЧЕ | Финальные матчи ЧЕ | Товарищеские матчи | Товарищеские матчи | Кубок Соединенных Штатов | Кубок Соединенных Штатов | Итого | Итого |
| Сборная          | Год              | Игры                | Голы                | Игры               | Голы               | Игры                | Голы                | Игры               | Голы               | Игры               | Голы               | Игры                     | Голы                     | Игры  | Голы  |
| ---------------- | ---------------- | ------------------- | ------------------- | ------------------ | ------------------ | ------------------- | ------------------- | ------------------ | ------------------ | ------------------ | ------------------ | ------------------------ | ------------------------ | ----- | ----- |
| Англия           | 1992             | —                   | —                   | —                  | —                  | —                   | —                   | —                  | —                  | 2                  | 0                  | —                        | —                        | 2     | 0     |
| Англия           | 1993             | —                   | —                   | —                  | —                  | —                   | —                   | —                  | —                  | —                  | —                  | 1                        | −2                       | 1     | −2    |
| Англия           | 1997             | —                   | —                   | —                  | —                  | —                   | —                   | —                  | —                  | 2                  | −1                 | —                        | —                        | 2     | −1    |
| Англия           | 1998             | —                   | —                   | —                  | —                  | —                   | —                   | —                  | —                  | 3                  | −2                 | —                        | —                        | 3     | −2    |
| Англия           | 1999             | —                   | —                   | —                  | —                  | 2                   | 0                   | —                  | —                  | 2                  | −2                 | —                        | —                        | 4     | −2    |
| Англия           | 2000             | —                   | —                   | —                  | —                  | —                   | —                   | 1                  | −3                 | 2                  | 0                  | —                        | —                        | 3     | −3    |
| Англия           | 2001             | 1                   | −2                  | —                  | —                  | —                   | —                   | —                  | —                  | 4                  | −3                 | —                        | —                        | 5     | −5    |
| Англия           | 2002             | —                   | —                   | —                  | —                  | —                   | —                   | —                  | —                  | 4                  | −2                 | —                        | —                        | 4     | −2    |
| Всего за карьеру | Всего за карьеру | 1                   | −2                  | 0                  | 0                  | 2                   | 0                   | 1                  | −3                 | 19                 | −10                | 1                        | −2                       | 23    | −17   |

## Тренерская карьера
В настоящее время Мартин является тренером вратарей в клубе «Брэдфорд Сити», куда он пришёл в марте 2007 года по приглашению своего бывшего партнёра по «Лидс Юнайтед», Дэвида Уизеролла, на тот момент исполнявшим обязанности наставника «петухов».

## Достижения
«Кристал Пэлас»
- Обладатель Кубка полноправных членов: 1991